# Ermita de Setefilla

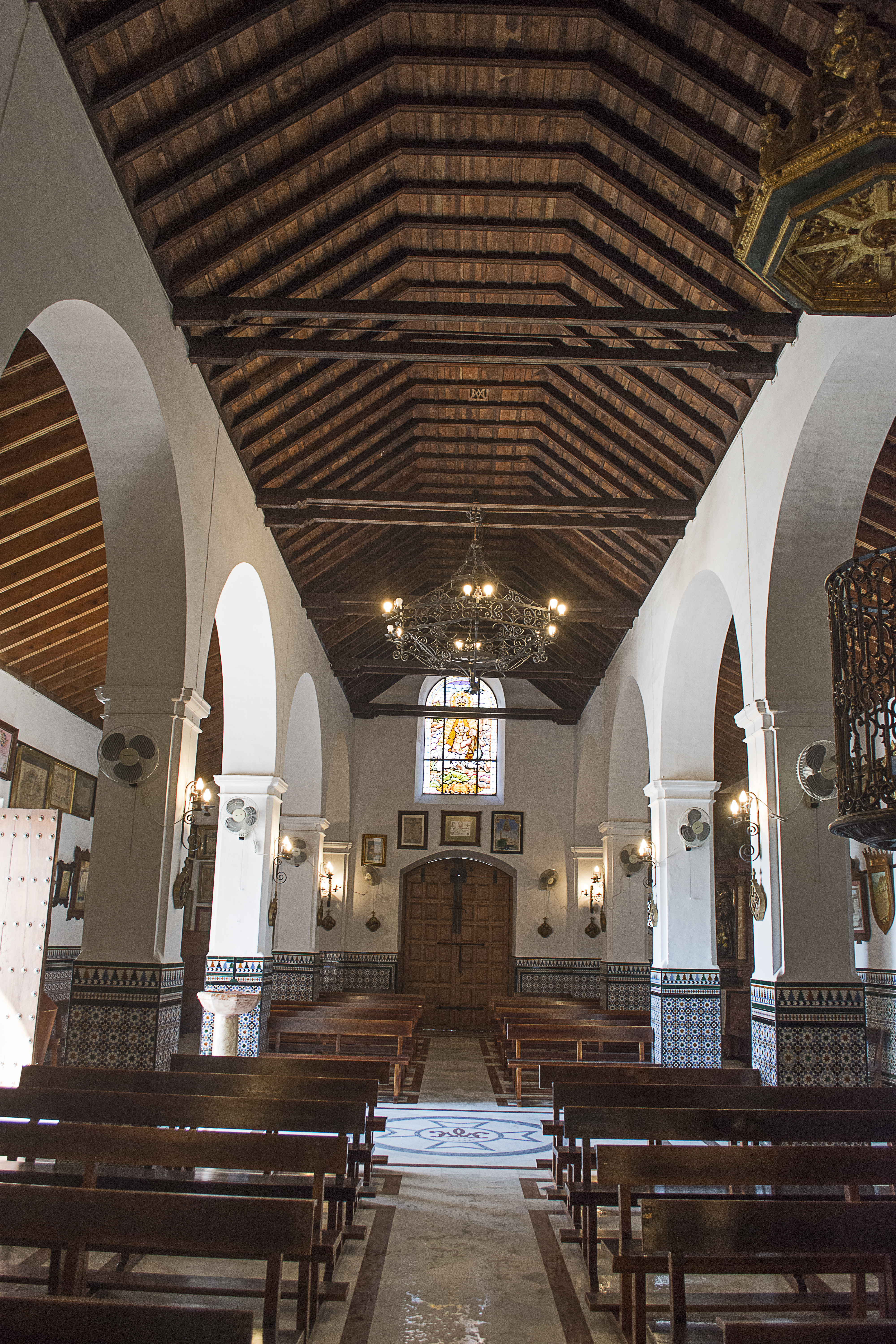
Interior de la ermita.

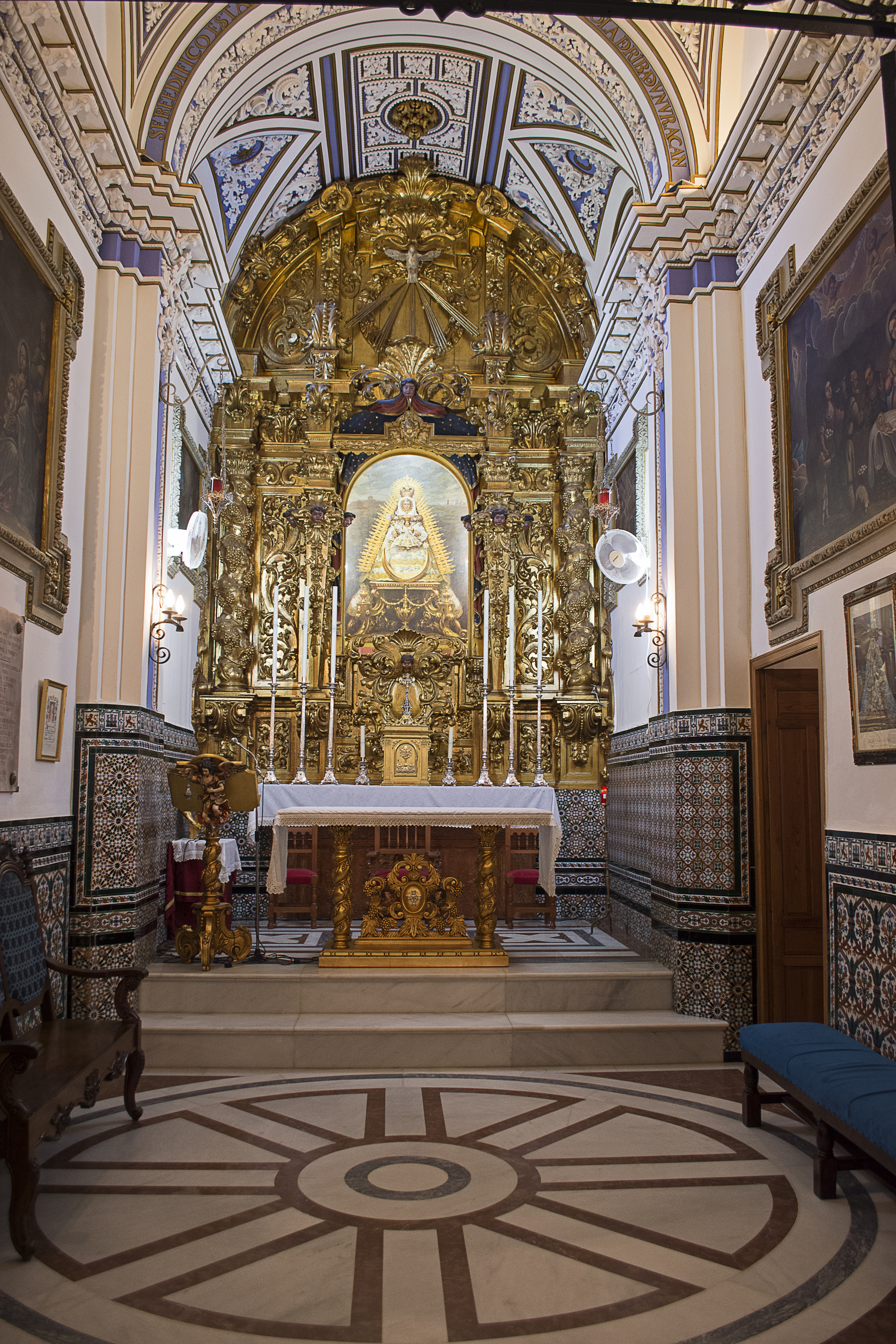
Interior de la ermita y altar mayor.

La iglesia prioral de Nuestra Señora Santa María de Setefilla, conocida también como Santuario de Nuestra Señora de Setefilla o simplemente Ermita de Setefilla, es un templo católico situado en una zona arqueológica de la localidad española de Lora del Río, en la provincia de Sevilla, comunidad autónoma de Andalucía. 

## La Ermita

### Origen
El poblado en el que estaba enclavada tuvo sus orígenes en la Edad Media cuando Shan-Fila (Setefilla) se convirtió a partir del 711 en fortaleza (hisn) de la cora de Sevilla en su parte más oriental y en el mismo límite con la de Córdoba. Su situación sobre el río Guadalvacar, dominando la ruta entre Sevilla y Córdoba, explica que se convirtiera desde antiguo en asentamiento de población. En un risco de fácil defensa pero en suelo pobre y con un dificultoso aprovisionamiento de agua, por lo que se ve empujada al abandono una vez desaparecidas las razones militares que justifican su existencia. Esta quizás sea la causa de que las fuentes árabes no la mencionen sino en momentos de revuelta o peligro de ataque cristiano, como por ejemplo, cuando Alfonso VIII de Castilla se apodera del lugar el 22 de junio de 1182.
Tras volver a pasar a manos de los musulmanes caerá definitivamente en poder de los castellanos entre 1240 y 1247, probablemente en fechas cercanas al 25 de marzo. Después de la conquista, Fernando III la cedió al Priorato de la Orden de San Juan o de Malta que la convertiría en encomienda primero y en bailía después. La bailía incluía en su alfoz siete plazas o fortalezas sujetas a la autoridad de un Comendador o Bailío: las villas de Setefilla y Lora con sus castillos, y los castros o lugares de Almenara, Peñaflor, Malapiel, Algarín y Alcolea. Esta circunstancia determinó que la bailía llevara en principio el nombre del lugar, o sea, Septefilas o Sietefilas en clara alusión a las siete sedes del señorío sanjuanista.

### El primer templo
El primer templo setefillano fue construido por la Orden de San Juan en 1282 tras la cesión de estos territorios a la Orden. Este templo debió ser más pequeño que el actual santuario, pero situado en el mismo lugar. Ha habido en el tiempo una serie de obras (1581, 1709-1712, esta última por derribo de un huracán) que han modificado el primitivo templo y por tanto, es difícil imaginar como era, pero se ha conseguido la permanencia de la iglesia en el mismo lugar desde el siglo XVI hasta nuestros días, ya que Setefilla quedó despoblada en 1534.

### El actual santuario
El actual Santuario se encuentra enclavado en la sierra, posee tres naves separadas, la central se separa de las laterales por cinco arcos de medio punto que descansan en cuatro pilares y cubiertas con madera La capilla mayor tiene un tramo cubierto con cúpula sobre pechinas decorada a principios del siglo XVIII con pinturas azuladas y otro con bóveda de cañón con lunetos.
El altar mayor data de 1730 aproximadamente y presenta un solo cuerpo, con estípites y columnas salomónicas, rematado por un ático. La imagen titular, Nuestra Señora de Setefilla se encuentra en un camarín octogonal, y es copia fidedigna de Agustín Sánchez Cid de una talla gótica tardío de tipo fernandino destruida en los sucesos de 1936. También se sitúan en el retablo las esculturas de Santa María Egipciaca y de San José. Una escultura de San Antonio de Padua de mediados del siglo XVII ocupa un retablo colateral izquierdo, hoy trasladado hacia los pies de esta misma nave.

## La imagen de la Virgen
La Orden de San Juan dedicó su templo prioral a la advocación mariana de Nuestra Señora de la Encarnación y para presidirlo ordenó esculpir, a principios del siglo XIV, una imagen de madera labrada, de 71 cm de altura. La Virgen, Mater Admirabilis, era algo hierática, estaba sentada sobre una especie de castillete y mientras sostiene al Niño con sus manos, sonríe enigmáticamente mirando a los fieles. Ambas imágenes eran de finos rasgos góticos y la de la Virgen llevaba el manto pintado de azul con estrellas y el vestido rojo con destellos dorados. Sus cabellos fueron dorados y calzaba unos zapatos negros de forma puntiaguda.
Nuestra Señora de la Encarnación se colocó sobre una peana de madera de diecinueve centímetros de altura, en cuyos laterales se hallaban fijas dos asas de hierro para su traslado en procesión.
Con el paso de los siglos Nuestra Señora de la Encarnación ha sufrido cambios de nombre, será vestida siguiendo la moda de la época aunque para ello le arrebatarán al niño que sostiene, y será destruida en los sucesos de 1939 para volver años después y ser coronada canónicamente en 1987. 

### La devoción a la Virgen
El poblado de Setefilla tenía pues una iglesia prioral dedicada a Nuestra Señora de la Encarnación, cuya imagen presidía desde el altar los actos litúrgicos y de devoción de los habitantes del poblado serrano. El momento culminante del culto local era la función que a su titular y patrona dedicaba Setefilla el día de la Encarnación el 25 de marzo. Las dos asas fijas en la peana indican que había costumbre de sacar en procesión a la imagen por las calles de Setefilla.
La población de Setefilla era sencilla: ganaderos, labradores, pequeños propietarios y algún artesano. Dado que los propietarios de fincas y ganados vivían en Lora, el poblado siempre orbitó alrededor de la villa loreña, de la que dependía en lo civil y eclesiástico. La devoción trascendió a Lora, y así consta en muchas actas del Cabildo municipal loreño, la más antigua de la que se dispone, del 2 de abril de 1551 recuerda el voto que se tiene desde antiguamente y que consiste en ir perpetuamente y para siempre cada año en procesión desde esta villa a Nuestra Señora de Setefilla el día de la Encarnación de Nuestro Señor. En otra acta del 1 de abril de 1581 habla de la particular devoción de los vecinos de esta villa como de otros lugares comarcanos a la misma Virgen de Nuestra Señora.
El voto hecho por un cabildo municipal en nombre de la población respectiva era algo muy común en la Baja Edad Media y al principio de la Edad Moderna, se trataba de una especie de contrato, por el cual una población se comprometía a hacer un determinado acto de culto en honor de la Virgen o de un Santo. El no cumplimiento del voto podía suponer la negación de los sacramentos a toda la población.

### La relación de Lora con Setefilla
La vinculación de Lora, a través del voto, tuvo lugar porque esa imagen de Nuestra Señora de la Encarnación tenía fama de eficaz instrumento de gracias y gozaba de mucho prestigio. Y si añadimos, que la Iglesia Mayor de la villa de Lora estaba aún en construcción era imposible que Lora del Río vertiera sus devociones sobre otra imagen más cercana.
En lo sucesivo, Lora acude a la Virgen cuando se encuentra amenazada ante una sequía o una epidemia. Lora tenía para cada calamidad una imagen a la que verter sus ruegos: así es el caso de San Sebastián para las epidemias y Santa Ana para la fertilidad de los campos.
Durante el siglo XIV Lora tuvo sobrados motivos para realizar el voto, ya que las epidemias hicieron entonces verdaderos estragos: la peste negra, bubónica, que desde China había entrado por Constantinopla y se había extendido por el este europeo había matado a un tercio de la población europea son suficientes motivos para que Lora del Río se declarara vasalla de la Virgen de Nuestra Señora de la Encarnación de Setefilla.
A mediados del siglo XVI Lora se convierte en principal depositaria de la devoción, porque Setefilla había dejado de existir como poblado por la escasez de agua, no era posible la agricultura por la orografía del terreno, y todos eran ganaderos que residían en Lora. A su vez, Lora crecía y tenía comunicación con Sevilla, ciudad en apogeo por sus relaciones con América.
Los setefillanos al emigrar a Lora se establecieron en una prolongación de la villa y precisamente en la parte donde comenzaba el camino hacia Setefilla, colocaron sus casas en la Roda Arriba a continuación de la ermita de Santa Ana. 
De esta manera, con los setefillanos en Lora se robusteció la devoción de la Virgen que, sin embargo, siguió en su santuario ya que la Orden de San Juan decidió mantener abierta la iglesia Prioral de Setefilla y siguió residiendo un cura-prior casi siempre formado capellán del Convento sanjuanista Santa María del Monte de Consuegra, en cuyas manos quedó el Beneficio eclesiástico de la ermita: ricos ornamentos, tierras, bienes, muebles, grandes limosnas, derecho de la feria de septiembre.

### Cambio de denominación
El hecho de que Lora se convirtiera en promotora principal del culto, trajo consecuencias y cambios. El primero fue la manera de nombrarla. Los setefillanos llamaban a su Patrona, Nuestra Señora de la Encarnación, por estar dedicada a este misterio la iglesia prioral, sin embargo, los loreños empezaron a referirse a ella con el nombre del lugar en que era venerada, es decir Setefilla, sin pretender crear con ello una nueva advocación mariana. Así, los primeros loreños que acogieron a los emigrantes setefillanos si sabían perfectamente que Nuestra Señora de la Encarnación y la Virgen de Setefilla eran la misma imagen, pero sus herederos se olvidaron que Setefilla era el nombre de un pueblecito abandonado de la sierra y se le consideró propio de la Virgen.
A partir de este instante, Nuestra Señora de la Encarnación pasaría a ser Nuestra Señora de Setefilla, como ocurrió en otros muchos lugares (Monstserrat, Lourdes, Pompeia, Loreto...).

### Cambio de fecha
Otro cambio producido durante el siglo XVI fue el de la fecha en que se celebraba la fiesta de la Virgen. Los setefillanos celebraban la fiesta patronal de Setefilla el 25 de marzo, día de la Encarnación, y los loreños debido al voto acompañaban a estos cada año.
Sin embargo, en un acta del 5 de agosto de 1581, se afirma que "había particular devoción así de vecinos de esta villa, como de otros lugares comarcanos de ir el 15 de agosto, día de Nuestra Señora de la Asunción a la ermita. Esta costumbre debió ser reciente y coexistía junto a la del día de la Encarnación. Los setefillanos que se mudaron a Lora 50 años antes no les importó la nueva costumbre pues el buen tiempo estaba asegurado. La fiesta del día 25 de marzo subsistiría por bastante tiempo gracias al voto que el Consejo Municipal había hecho, pero dejaría de ser fiesta la patronal y más importante del calendario setefillano para ser la fiesta del voto.
El pueblecito de Setefilla celebraba el 8 de septiembre su feria de ganado. También, en esta ocasión, subían muchos loreños y colonos de la zona a comerciar y a distraerse. Así, es lógico pensar que entrarían también en la ermita a rezarle a la Virgen. Cuando Setefilla se despobló la feria se siguió celebrando ya que el derecho a celebrarla pasó al Consejo de Lora, y será este día de la Natividad de María el que acabó por prevalecer al convertirse en fiesta de la Virgen y día de la Romería, toda vez que en 1587 se establecieron unos cultos extraordinarios a la Imagen durante la feria de ganado: la procesión de tercia alrededor de su Santuario al canto de las letanias lauretanas.

### La Hermandad de la Virgen
En el acta capitular del 5 de agosto de 1581 aparece la mención más antigua de la Hermandad de la Virgen. En este documento el Cabildo de la villa ordenaba que la cofradía de Nuestra Señora acompañara la Imagen Sagrada en su vuelta a casa, como es costumbre. Sin embargo la hermandad debió fundarse mucho antes. Todo hace pensar que la cofradía fue fundada en la villa de Lora del Río con el objeto de tributar culto a la Virgen de la Sierra, pues la Hermandad hasta el siglo XIX era una asociación de dos o tres miembros de las familias más importantes de Lora, ninguna de las cuales residió en Setefilla. 
De todas formas, la cofradía de Nuestra Señora por este tiempo no contaba entonces con iniciativa alguna, todas las decisiones las tomaba el cabildo municipal y los cofrades se asociaban a los cultos ya fijados por las autoridades civiles. 
El primer traslado documentado de la Virgen al pueblo está descrito en el acta capitular del 1 de abril de 1581, pero no fue esta la primera porque en el acta relativa a la marcha se habla ya de una costumbre, debió ser poco después de que Setefilla se despoblara, aunque Alonso Morgado insinúa que la imagen iba cuando Setefilla existía aún, que el prior y vecinos de Setefilla la trajeron por primera vez con motivo de una epidemia, y que al verse Lora aliviada de tal amenaza volvería recurrir a este remedio supremo más veces, además de realizar el voto público. Pero el hecho que siglos más tarde se continuara observando la costumbre de firmarse en la ermita de Santa Ana, a la entrada de la villa, la entrega de la Imagen por el prior de Setefilla con el compromiso por parte de Lora de su devolución, hace suponer que esta costumbre se estableciera cuando Setefilla estaba todavía habitada, pero el argumento no es plenamente probativo puesto que esta cautela pudo ser tomada por el prior de Setefilla, cargo que siguió existiendo hasta el siglo XVIII.
La Virgen iba ya a Lora a mediados del siglo XVI cuando el pueblo estaba aquejado por una epidemia o por sequía, y cuando llegaba a Lora salía a recibirla San Sebastián (patrón de Lora), no por un acto de cortesía sino porque aún no se había eclipsado el prestigio del santo mártir en este tipo de rogativas. Decidía su traslado el Consejo de la Villa, sin que el pueblo, ni el clero, ni la cofradía de Nuestra Señora tuvieran en ello parte alguna. Iban a buscarla tres clérigos, el prior de Setefilla y un grupo de cofrades a las afueras del pueblo. Una vez la Imagen en la Iglesia Mayor, se hacían algunas rogativas. Las mismas sencillas normas se observaban en el retorno de la Virgen al Santuario.